# La Paloma-Lost Creek (Teksas)
La Paloma-Lost Creek je naseljeno mjesto za statističke potrebe u američkoj saveznoj državi Teksas. Prema popisu stanovništva iz 2010. u njemu je živjelo 408 stanovnika.